# Украинская архитектура

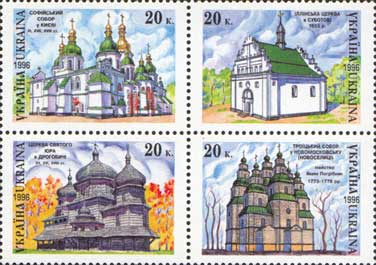
«Памятники архитектуры Украины. Храмы», сцепка почтовых марок Украины, 1996

Украинская архитектура — совокупность зданий и сооружений, организующих пространственную среду для жизни и деятельности людей в исторической и современной Украине.

## Средневековая архитектура

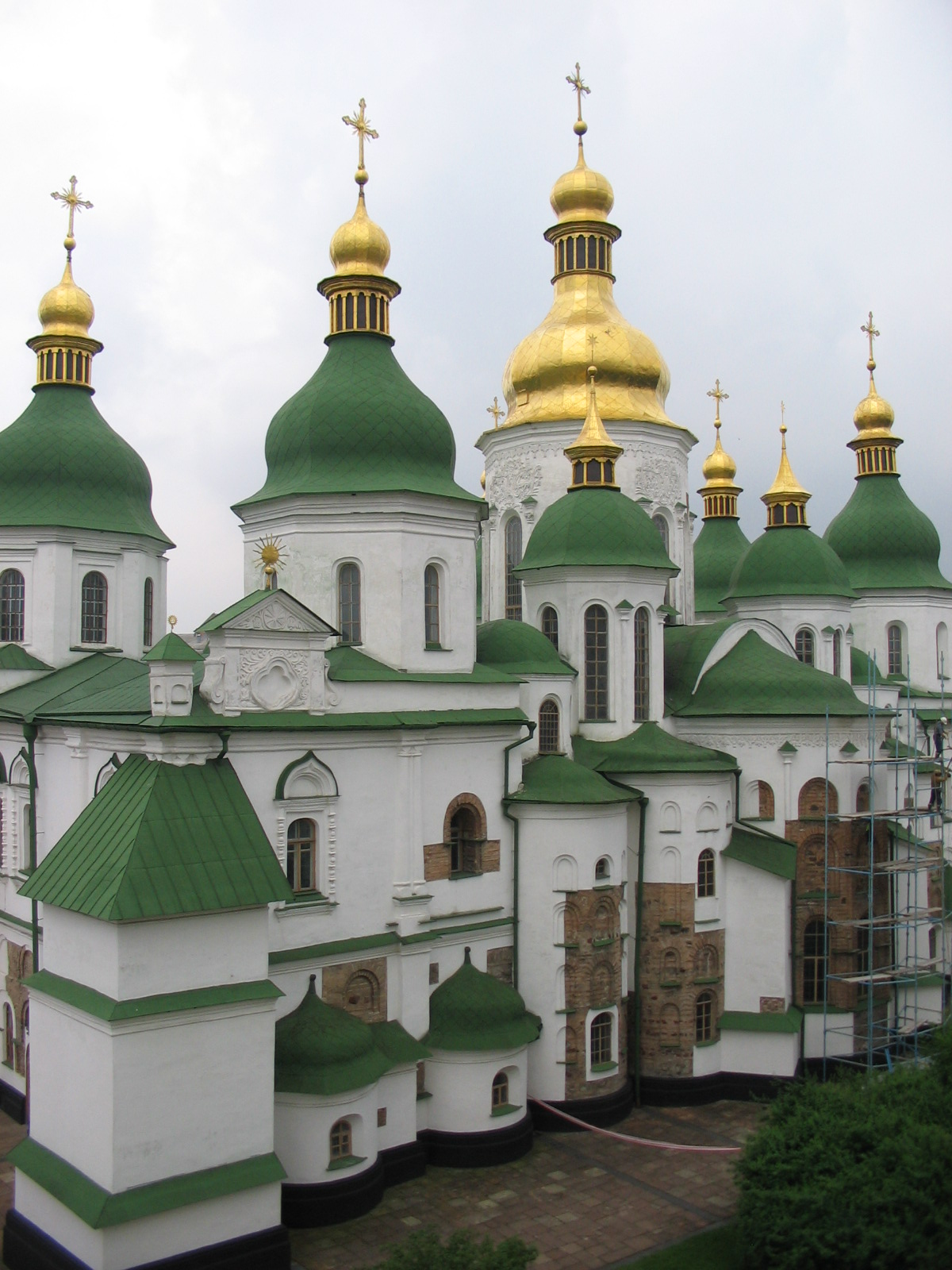
Софийский собор в Киеве — был воздвигнут в 1017—1022 и реконструирован в 1795.

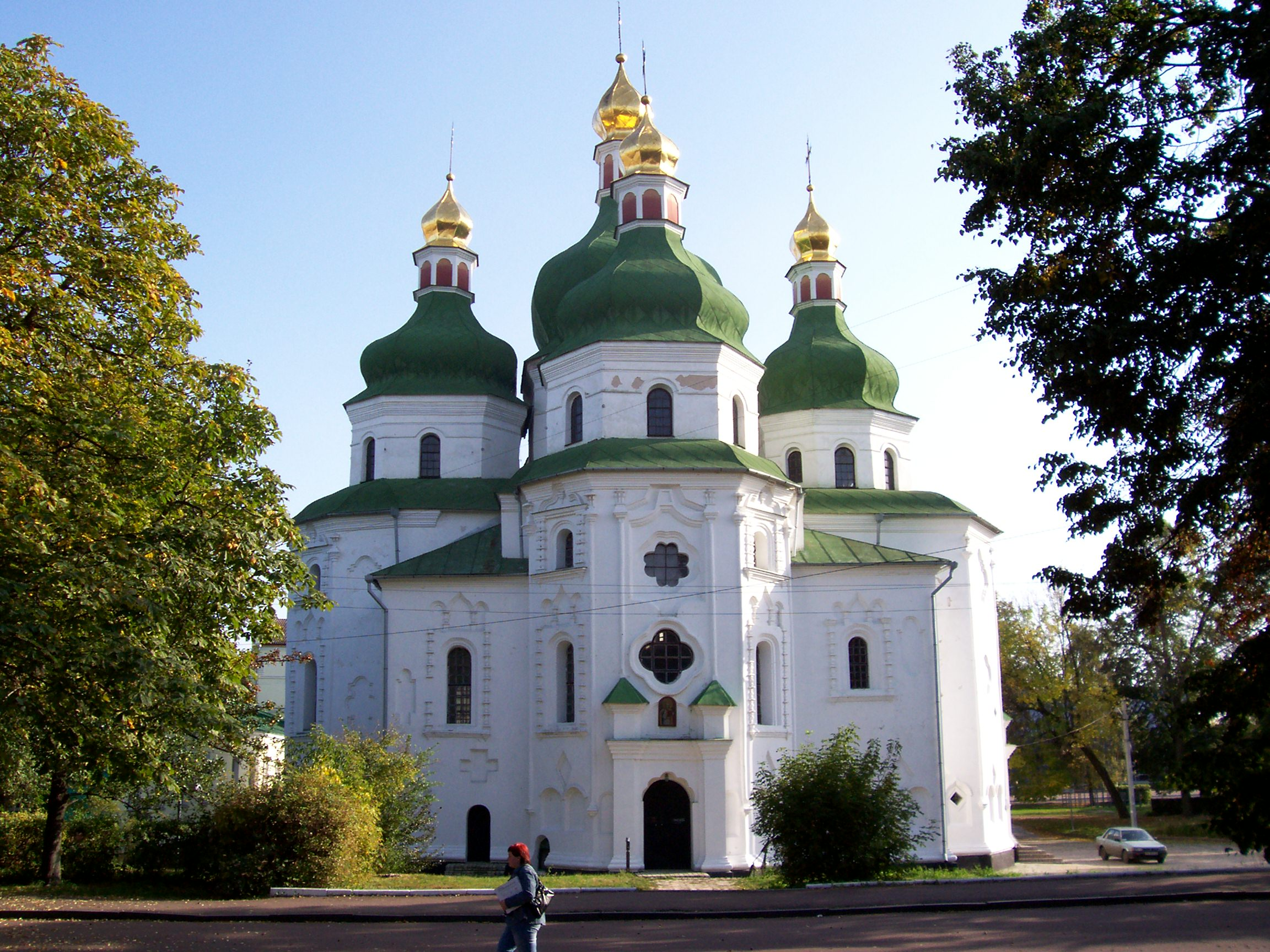
Николаевский собор в Нежине — один из первых памятников украинского барокко.

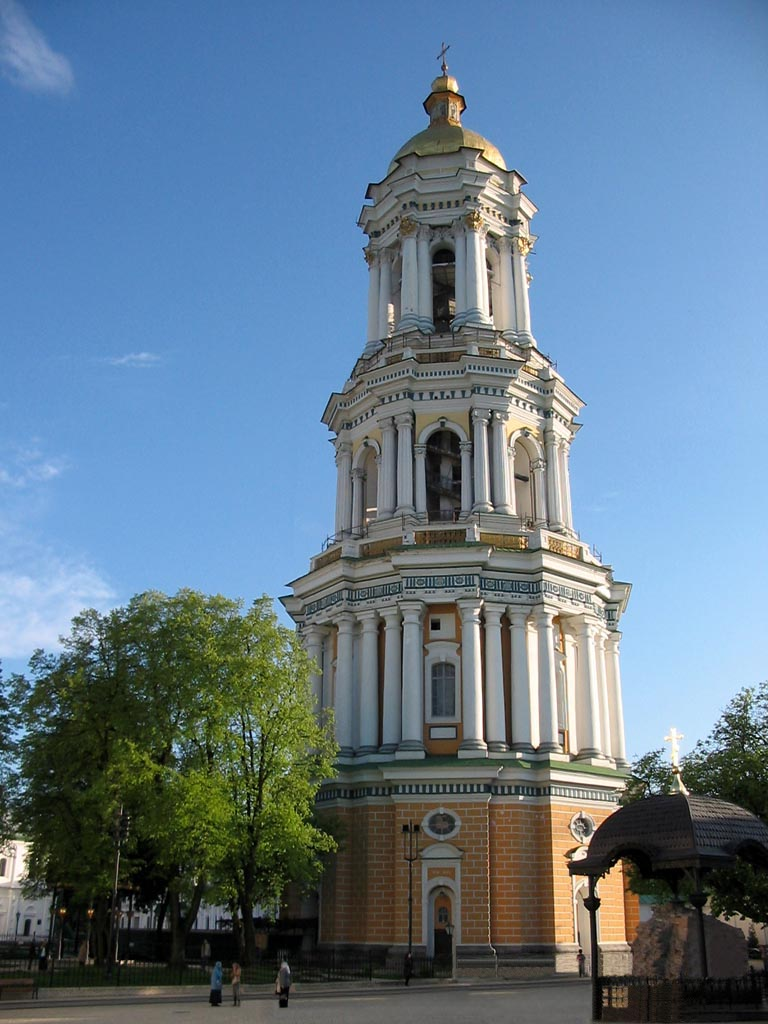
Колокольня Киево-Печерской лавры сооружена в 1731—1945 годах по проекту архитектора Г. И. Шеделя

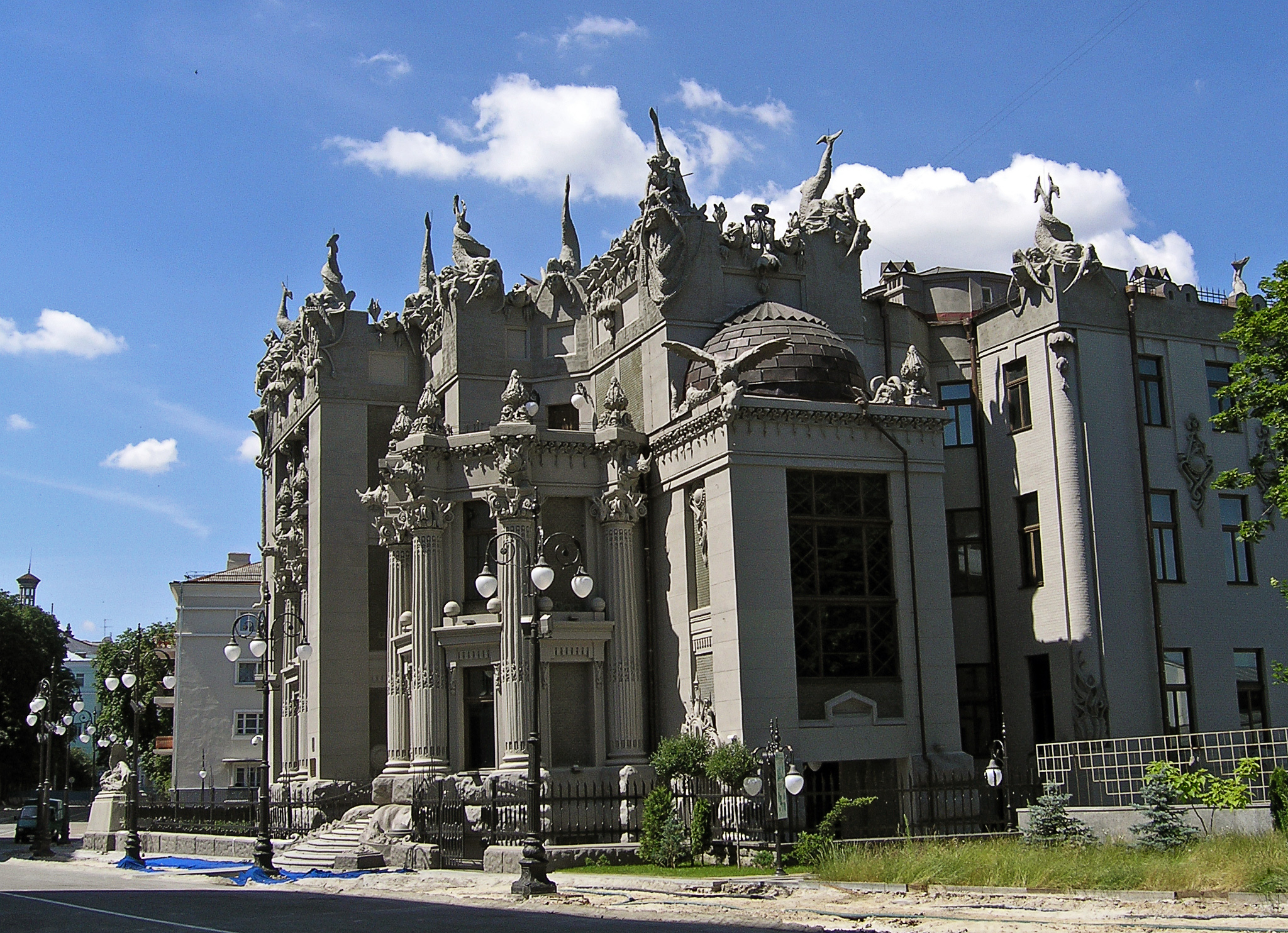
Дом с химерами построен в 1901—1902 гг. по проекту архитектора B. B. Городецкого.

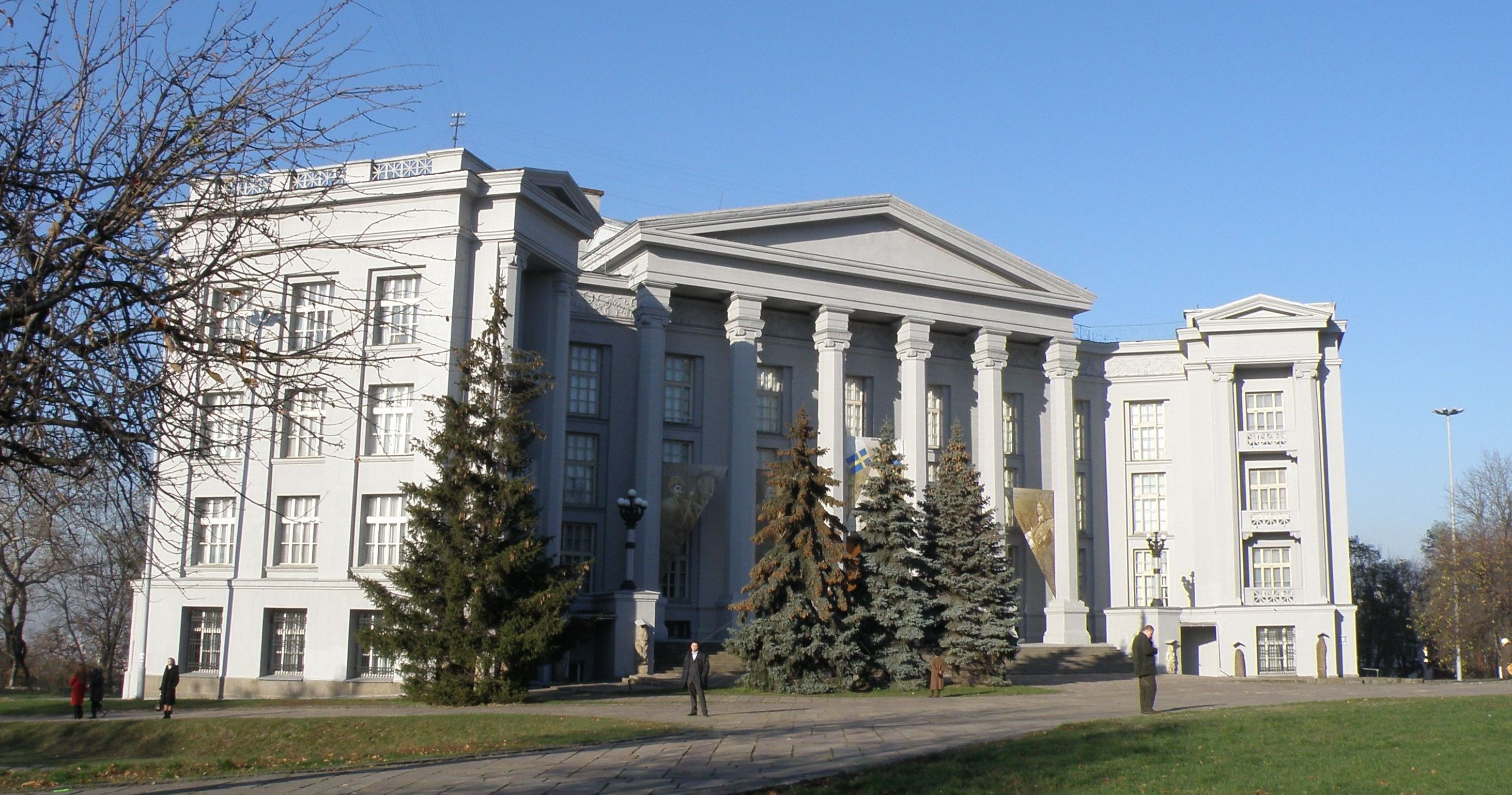
Национальный музей истории Украины, сооружён в 1937—1939 годах по проекту архитектора И. Ю. Каракиса

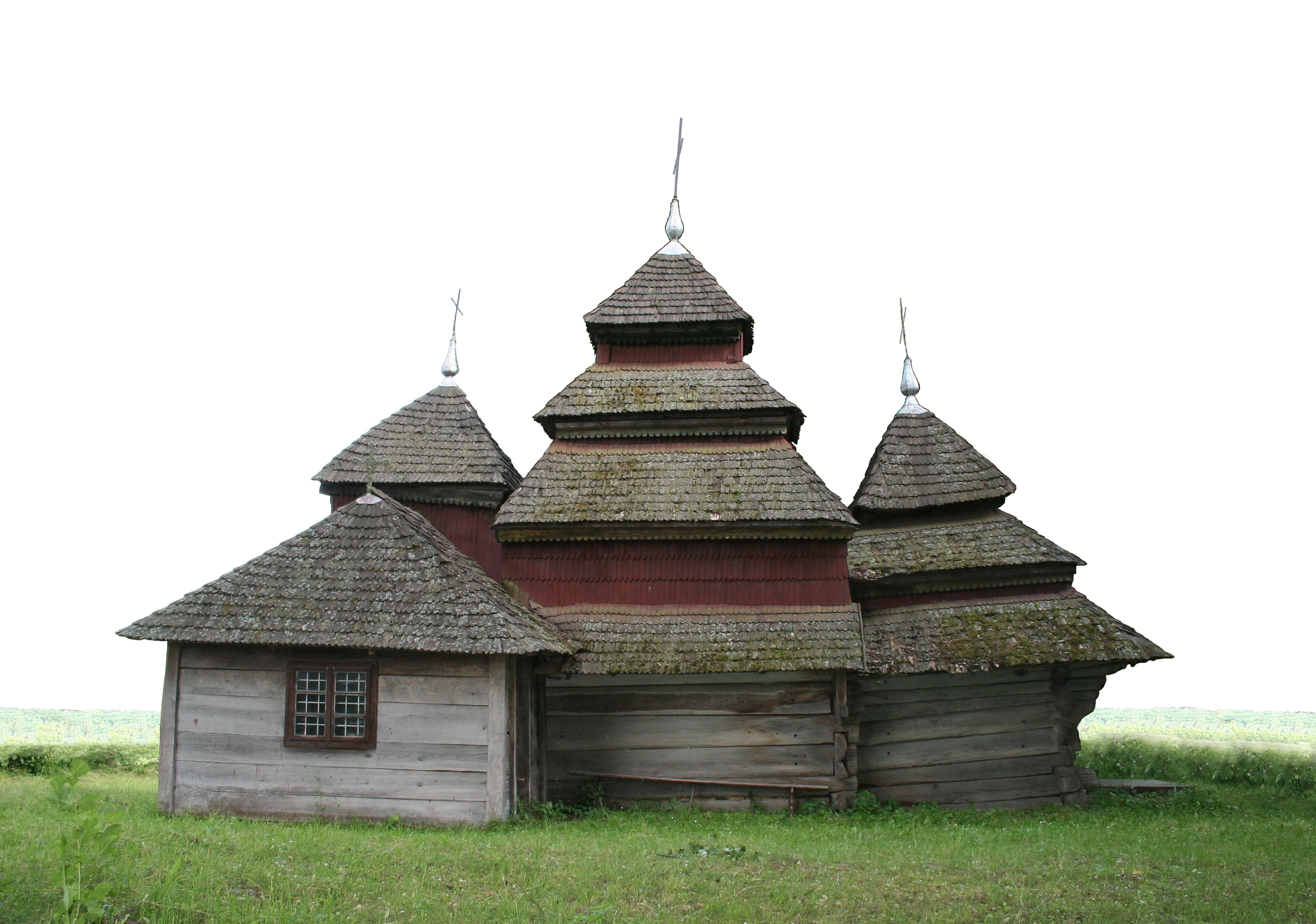
Церковь Богоявления Господнего 1693 года, из села Кугаев, Львовщина.

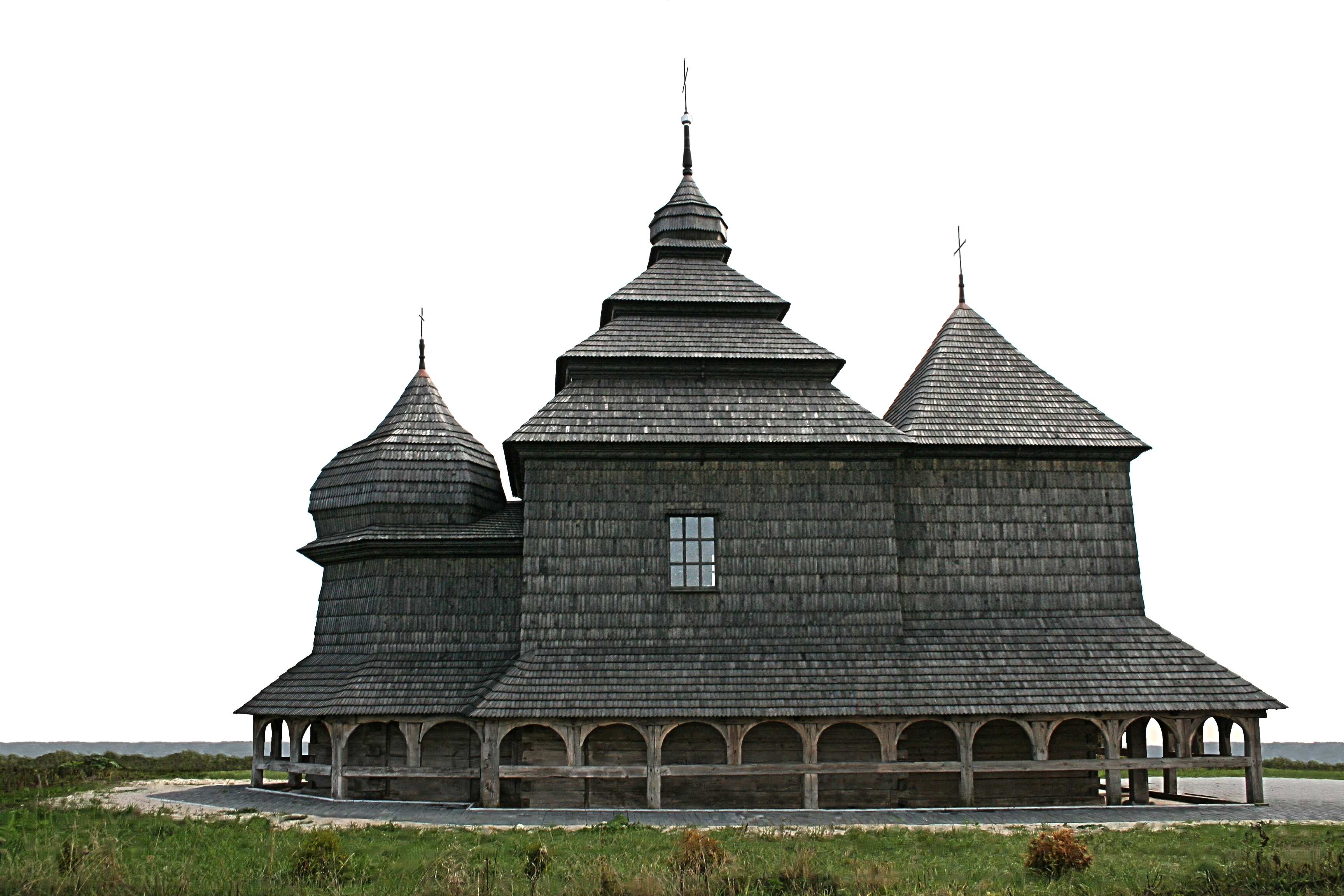
Михайловская церковь, село Куты, Львовщина

История украинской архитектуры начинается с эпохи Киевской Руси. Основной структурой зданий издревле был сруб, возведённый из горизонтально уложенных бревен с шатровым верхом. Традиция сооружения срубов сохранилась вплоть до начала XX века. Сегодня подобные конструкции используются в жилых помещениях, их можно увидеть, например, в Чернигове.
Вместе с принятием христианства в Киевской Руси появились постройки, пришедшие из Византии, характерным примером которого является Софийский собор в Киеве (XI век), сохранившийся до нашего времени, претерпев барочную перестройку. Византийский стиль на Руси начал активно реформироваться в соответствии с аутентичными представлениями о строительстве и орнаментации. Вследствие этого процесса на киевских церквях появились вытянутые вверх купола, уникальная цветовая гамма росписей, фресок и мозаик.
Древнейшей церковью Украины (от неё сохранился только фундамент) является Десятинная, построенная Владимиром Великим около 988—996 годов. Это было трёхнефное строение с широкими галереями вокруг, внутри церковь была пышно убрана мраморной облицовкой, резьбой, изразцами, фресками и мозаиками. Из летописей известно, что она рухнула в 1240 году во время осады Киева Батыем.
Обычный тип больших церквей X—XIII веков — это трёхнефная церковь с тремя полукруглыми или гранёными апсидами (полуниша со стороны алтаря), с двумя или тремя парами колонн. Между первой и второй от алтаря парами колонн через всю церковь проходит поперечный неф. Средний широкий неф — такой же ширины и высоты. Меньшие церкви были, возможно, однонефными с апсидой с востока. В Западной Украине строились также ротонды — округлые строения.
После татаро-монгольского нашествия строительство на территории Украины подчинялось задачам обороны. В XII—XV веках строятся преимущественно крепости с башнями, укреплённые монастыри, замки. Их стены высокие и неприступные, но на некоторых можно увидеть декоративный орнамент в виде вышивки, выложенной из красного кирпича. Лучшим примером является Хотинская крепость в Черновицкой области со стенами длиной 30-35 метров, прекрасно сохранившимися до сих пор.
Культурное влияние средневекового Древнерусского государства прослеживается в архитектурных традициях нескольких современных государств, в том числе и Украины.

## Украинская готика
Один из самых интересных периодов истории архитектуры Украины: конец XIV — первая половина XV века. На западных землях, которые меньше других пострадали от монголо-татарского нашествия, тогда росли города, развивались ремёсла и торговля. В украинские города прибывало множество поселенцев, преимущественно немцев, которые принесли в искусство, и, в частности, в архитектуру, новые стилевые формы.
Расцвет кафедральной готики на Украине пришёлся на времена правления короля Владислава II Ягайло (1386—1434).
Среди культовых сооружений преобладали католические костёлы. Решающую роль в формировании нового стиля сыграл Латинский кафедральный собор во Львове — памятник архитектуры национального значения. Готическую составляющую подчеркивает высокий шпиль крыши. Колокольня на главном фасаде имеет барочное завершение и расположена асимметрично, поскольку вторая колокольня не была достроена. В интерьере высокие снипчасти[прояснить] колонны поддерживают стрельчатые арки и своды с готическими нервюрами. Стены и своды покрыты многочисленными фресками. Строительство собора началось в 1361 (по другим данным — 1370) году на средства короля Казимира Великого. Среди создателей этого храма известны Ничко, Йоахим Гром, Амвросий Рабиш; одним из наиболее заботливых опекунов здания в городских актах назван Петер Штехер. Объемная композиция костёла создана благодаря двум главным составляющим: пресвитерию (алтарной части) и корпуса нефов (собственно молитвенному залу).
В 1527 году во время большого львовского пожара сгорел практически весь город. Пострадала также и кафедра — особенно западная её сторона и башня. Восстановлением храма занялись уже ренессансные архитекторы, что повлияло на общий облик сооружения.
В Закарпатье готические постройки строились венгерской церковной властью. До настоящего времени сохранились готические церкви XIV—XVI веков — Святой Елизаветы в Хусте, Вознесения и Святого Франциска в Виноградове, Крестовоздвиженская в Берегово, Святого Мартина в Мукачево, Сердца Иисуса в Бене, Святого Духа в Четфалве и другие.

## Ренессанс
В XVI—XVII веках на Украине распространился стиль ренессанса. Наиболее ярко он проявился в архитектуре Львова. На одной из центральных площадей этого города почти полностью сохранился ренессансный ансамбль зданий, эстетической доминантой его является так называемый Чёрный дом. Наслоения эпох и сочетание различных архитектурных стилей в архитектурном ансамбле Львова делают город настоящим музеем под открытым небом. Исторический центр Львова внесён в список Всемирного наследия ЮНЕСКО.

## Украинское барокко
Рассвет барочной культуры приходится на трудные времена национально-освободительного движения во времена Б. Хмельницкого. Данный самобытный стиль наиболее ярко проявился в архитектуре Левобережья и Слобожанщины, объединённых с Россией в результате освободительной войны украинского народа 1648—1654 гг.
Украинское барокко отличается сочетанием декоративно-пластических решений западноевропейских барокко и ренессанса с творческой переработкой наследия православного храмового зодчества.
За 100 лет господства этого стиля на Слобожанщине было создано 600 храмов, подавляющее большинство из них были построены из дерева, однако около 50 храмов были каменными. Одним из лучших образцов украинского барокко является Георгиевский собор (1741—1770), являвшийся главным сооружением Козелецкого Георгиевского монастыря.

## Классицизм
С конца XVIII века на Украину пришёл классицизм, так называемый «городской стиль», характерной чертой которого было значительное уменьшение церковного строительства. Преимущество стало предоставляться дворцам и общественным зданиям.
На рубеже XVIII—XIX веков характерными образцами классицизма были великие палаты гетмана Кирилла Разумовского в Почепе (проект Де ля Мото, арх. А. Яновецький), Яготине (проект Менеласа), Глухове (арх. Андрей Квасов) и Батурине (проект Андрея Квасова, арх. Чарльз Камерон). Огромных размеров палата в Почепе, построенная в 1796, даёт широкую площадь спокойных архитектурных масс, но с сухими и однообразными линиями деталей. Зато настоящим художественным произведением является палата в новой столице Украины — Батурине, построенная в 1799—1803 гг., где уже заметно влияние стиля Людовика XVI. Не менее интересна огромная усадьба Завадовского в Ляличах (арх. Джакомо Кваренги, 1794-95), где целый комплекс строений создает колоссальный полукруг, а главный корпус имеет изящные формы т. н. палладианства — типа Вилла Ротонда вблизи Виченцы в Италии.
В конце XVIII и в начале XIX века на землях Украины появились единичные образцы стиля ампир (поздний классицизм, который следовал образцам архитектуры Рима императорской эпохи).

## Архитектура XX века
В начале XX века в Европе возникает новое направление в искусстве, и, в частности, в архитектуре — модерн. Архитектура модерна каждой страны приобретала национальные черты. Таким образом появляется архитектура украинского модерна. Украинский модерн имел характерные особенности. Архитектура Западной Украины в начале XX в. находилась под влиянием Венского сецессиона и приобрела название «сецессия». Сочетание народного искусства и сецессии стало следствием возникновения украинской сецессии, имеющей черты гуцульского и закопанского народного искусства.
На территории Центральной, Южной и Восточной Украины, которая находилась в составе Российской империи, существует национальный вид модерна — «украинский модерн», который возник в Полтаве. Самые известные сооружения этого стиля были построены в Харькове, Полтаве, Киеве. Наиболее широко в Украинской ССР был представлен русский вариант модерна, также в Украинской ССР существовали образцы северной разновидности модерна (скандинавской). Другие народы привнесли в архитектуру Украины свои национальные особенности, например модернизированный неоготический стиль (народы Европы) или неомавританский стиль (восточные народы).
В годы Великой Отечественной войны в Украинской ССР множество зданий были разрушены настолько, что не подлежали реставрации после её окончания. Были потеряны такие здания, как Успенский собор Киево-Печерского монастыря, Собор Архангела Михаила Михайловского Златоверхого монастыря, Церковь Успения на Подоле («Пирогоща»), Васильевская (Трёхсвятительская) церковь. Некоторые из них впоследствии были восстановлены, но уже не всегда в изначальном виде.
Между тем эта эпоха строительства социализма принесла множество новых интересных архитектурных решений, так как на благо УССР трудилась большая плеяда поистине выдающихся архитекторов, сумевших придать республике и её столице особенный колорит. Вот только некоторые имена: В. В. Городецкий, И. Ю. Каракис, А. М. Вербицкий, В. Н. Рыков, П. Ф. Алёшин, А. В. Добровольский, А. М. Милецкий, Ю. С. Асеев, В. И. Ежов, Б. П. Жежерин, А. Ф. Игнащенко, В. К. Скугарев, B. B. Чепелик, Б. М. Давидсон, Я. А. Штейнберг. Эти и многие другие люди оставили Украинской ССР множество произведений архитектурного искусства.

## Независимая Украина (c 1991)

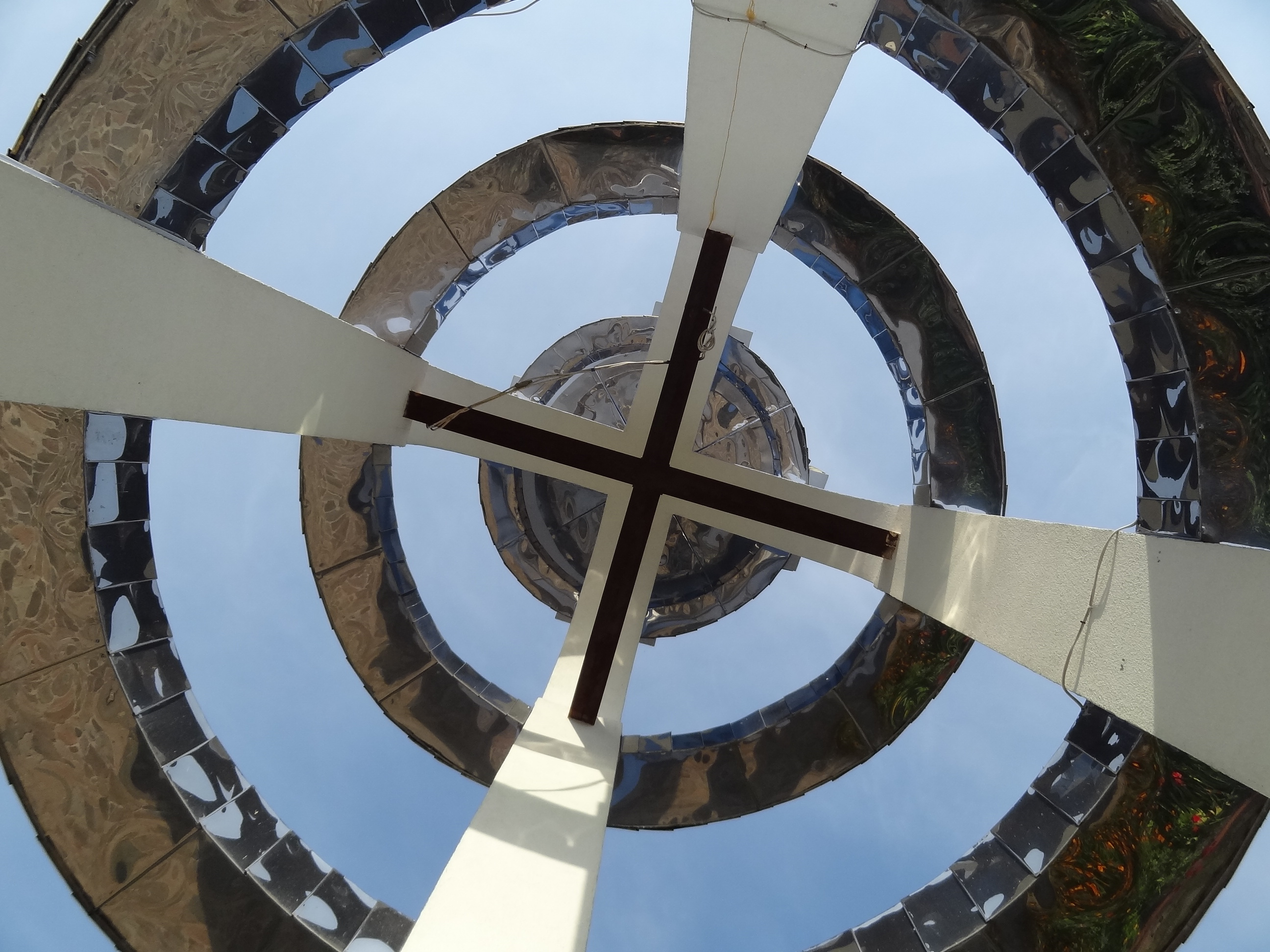
Колокольня в Виннице (1996), вид снизу

С получением независимости на Украине продолжилось строительство современных зданий, а заодно началось восстановление исторических памятников. Был восстановлен памятник Княгине Ольге (в 1996), Церковь Успения на Подоле («Пирогоща») (в 1998), Михайловский Златоверхий монастырь (в 1999) и другие.